# La Floresta (Chiapas)
La Floresta es una localidad del estado mexicano de Chiapas. Es parte del municipio de Comitán de Domínguez.

## Demografía
| Gráfica de evolución demográfica |
|                                  |

| Censo | Población |
| ----- | --------- |
| 1910  | 133       |
| 1921  | 108       |
| 1930  | 90        |
| 1940  | 46        |
| 1950  | 235       |
| 1960  | 284       |
| 1970  | 409       |
| 1980  | 650       |
| 1990  | 1 006     |
| 2000  | 1 131     |
| 2010  | 1 743     |
| 2020  | 1 941     |